# Isla Margarita (ö i Colombia, Bolívar, lat 9,08, long -74,50)
Isla Margarita är en ö i Colombia.   Den ligger i departementet Bolívar, i den norra delen av landet, 500 km norr om huvudstaden Bogotá.